# Henry Fitzroy (1807-1859)
Pour les articles homonymes, voir Henry FitzRoy.
Henry FitzRoy (2 mai 1807 - 17 décembre 1859), est un homme politique britannique.

## Biographie
Fils du général George FitzRoy, 2e baron Southampton, et de Frances Isabella Seymour, petit-fils de Charles FitzRoy, frère de Charles FitzRoy (3e baron Southampton) et descendant de Henry FitzRoy (1er duc de Grafton), il est membre de la Chambre des communes de 1831 à 1832, puis de 1837 à 1859.
Il est Under-Secretary of State for the Home Department (en) de 1852 à 1855, puis First Commissioner of Works (en) en 1859.
Gendre de Nathan Mayer Rothschild, il est le beau-père de Coutts Lindsay.

## Sources
- (en) Cet article est partiellement ou en totalité issu de l’article de Wikipédia en anglais intitulé « Henry Fitzroy (statesman) » (voir la liste des auteurs).